# Hemistigma affine
Hemistigma affine – gatunek ważki z rodziny ważkowatych (Libellulidae). Endemit Madagaskaru.